# Nicolae Petrașcu
Nicolae Petrașcu (Tecuci, 1859-Bucarest, 1944) fue un publicista, crítico literario y diplomático rumano.

## Biografía
Nacido el 5 de diciembre de 1859 en la localidad de Tecuci, realizó sus estudios secundarios en Bârlad y completó sus cursos de derecho en la Universidad de Bucarest. En 1885 ingresó a la carrera diplomática, como adscrito al Ministerio de Relaciones Exteriores; en 1887 fue enviado con el mismo cargo a la legación de Constantinopla; en 1888 fue jefe de gabinete del Ministerio de Asuntos Exteriores, en 1889 secretario de legación en París y en 1890 fue intercambiado en el mismo cargo en Constantinopla. En 1892 se retiró de su carrera diplomática. Falleció en Bucarest en mayo de 1944, en torno al día 24.
Como publicista, debutó en Convorbiri literare, a través de estudios de historia literaria contemporánea. Publicó varios volúmenes de crítica literaria: Mihail Eminescu (1893), Figuri literare contimporane (1894), Vasile Alecsandri (1895). Escribió también otras pequeñas monografías políticas y artísticas en Constituţionalul, sobre, entre otros, C. A. Rosetti, Dumitru Brătianu y Grigorescu, además de pequeños estudios de temática social, como Noi în 1892 y O altă direcție în creşterea femeei române.